# Smal himmelsblomma
Smal himmelsblomma (Commelina subulata) är en himmelsblomsväxtart som beskrevs av Albrecht Wilhelm Roth. Enligt Catalogue of Life ingår Smal himmelsblomma i släktet himmelsblommor och familjen himmelsblomsväxter, men enligt Dyntaxa är tillhörigheten istället släktet himmelsblommor och familjen himmelsblomsväxter. IUCN kategoriserar arten globalt som livskraftig. Arten förekommer tillfälligt i Sverige, men reproducerar sig inte. Inga underarter finns listade.